# 김찬진 (1967년)
김찬진(金燦珍, 1967년 11월 6일~)은 대한민국의 정치인이다. 제31대 인천 동구청장이다.

## 학력
- 광주금호고등학교 (졸업)
- 조선대학교 치과대학 (치의학 / 학사)
- 조선대학교 대학원 (치의학 / 석사·박사)
- 인하대학교 행정대학원 (행정학 / 석사)

## 경력
- 육군대위 군의관 전역
- 치주과 치과의사전문의
- 대한치주과학회 정회원
- 민주평화통일자문회의 자문위원
- 김찬진치과의원 원장
- 조선대학교 치과대학 외래교수
- 인천시 동구생활체육회 이사
- 바르게살기운동 인천 동구협의회 상임부회장
- 국민의당 동구미추홀구갑 지역위원장
- 국민의당 정책위원회 부의장
- 인천광역시 치과의사회 동구 회장
- 제20대 대통령직인수위원회 국민통합위원회 자문위원
- 2022.07 ~ : 제31대 민선 8기 인천광역시 동구청장

## 역대 선거 결과
| 실시년도 | 선거      | 대수 | 직책   | 선거구    | 정당     | 득표수   | 득표율          | 순위 | 당락 | 비고           |
| -------- | --------- | ---- | ------ | --------- | -------- | -------- | --------------- | ---- | ---- | -------------- |
| 2022년   | 지방 선거 | 31대 | 구청장 | 인천 동구 | 국민의힘 | 13,705표 | \| \| 48.50% \| | 1위  |      | 초선, 민선 8기 |
|          | 48.50%    |      |        |           |          |          |                 |      |      |                |

| 전임 허인환 | 제31대 인천광역시 동구청장(민선) 2022년 7월 1일~ |  |